# Notre-Dame-des-Monts
Ne doit pas être confondu avec Notre-Dame-de-Monts.
Pour les articles homonymes, voir Notre-Dame.
Notre-Dame-des-Monts est une municipalité du Québec située dans la MRC de Charlevoix-Est dans la région de la Capitale-Nationale.

## Toponymie
Comme son nom l'indique, le territoire de la municipalité est parsemé de montagnes atteignant parfois près de 554 m. 

## Histoire
La municipalité a été fondée en 1935 sous le nom de canton de Sales. En 1947 la paroisse de Notre-Dame-des-Monts était érigée canoniquement, et la municipalité prit son nom l'année suivante. On peut observer à partir du village, une série de montagnes ressemblant à une femme couchée sur le dos. Le nom donné à cette série de montagnes est  « la Noyée ». La légende régionale dit que c'est le profil d’une jeune indienne étendue sur le dos, noyée alors qu’elle traversait le lac Nairne à la rencontre de son bien-aimé, un blanc du hameau voisin.

## Géographie
La municipalité a une superficie de 56 km2. La rivière du Gouffre en délimite l'ouest du nord au sud. La rivière du Gouffre Sud-Ouest conflue sur la rive droite de la rivière du Gouffre dans le sud-ouest. Les rivières de Chicago et à la Loutre traversent l'ouest de la municipalité du sud vers le nord-ouest jusqu'à leur confluence rive gauche avec la rivière du Gouffre.

## Démographie
| 1991 | 1996 | 2001 | 2006 | 2011 | 2016 | 2021 |
| ---- | ---- | ---- | ---- | ---- | ---- | ---- |
| 918  | 913  | 831  | 764  | 815  | 791  | 789  |

## Administration
Les élections municipales se font en bloc pour le maire et les six conseillers.
| Notre-Dame-des-Monts Maires depuis 2001                                                                              |                    |         |          |
| Élection | Maire              | Qualité | Résultat |
| 2001 | Jean-Claude Simard |         | Voir     |
| 2005 | Jean-Claude Simard | Voir    |          |
| 2009 | Jean-Claude Simard | Voir    |          |
| 2013 | Mélissa Girard     |         | Voir     |
| 2017 | Alexandre Girard   |         | Voir     |
| 2021 | Alexandre Girard   | Voir    |          |
| Élection partielle en italique Depuis 2005, les élections sont simultanées dans toutes les municipalités québécoises |                    |         |          |